# HD 343246
HD 343246 — двойная звезда в созвездии Геркулеса на расстоянии приблизительно 648 световых лет (около 199 парсек) от Солнца. Возраст звезды определён как около 5,4 млрд лет.
Вокруг звезды обращается, как минимум, одна планета.

## Характеристики
Первый компонент (WDS J18533+2407A) — жёлтый карлик спектрального класса G2V, или F8. Видимая звёздная величина звезды — +10,84m. Масса — около 1,211 солнечной, радиус — около 1,44 солнечного, светимость — около 1,632 солнечной. Эффективная температура — около 5526 K.
Второй компонент (WDS J18533+2407B). Видимая звёздная величина звезды — +12,7m. Удалён на 9 угловых секунд.

## Планетная система
В 2015 году группой астрономов проекта KELT было объявлено об открытии планеты KELT-8 b.